# Ben Cross
Harry Bernard "Ben" Cross (Londres, 16 de dezembro de 1947 – Viena, 18 de agosto de 2020) foi um ator britânico de teatro, cinema e televisão, conhecido internacionalmente por ter interpretado o campeão olímpico Harold Abrahams no filme Carruagens de Fogo de 1981.

## Carreira
Graduado pela Royal Academy of Dramatic Art, iniciou a carreira fazendo peças teatrais durante a primeira metade da década de 1970. Sua estréia no cinema ocorreu em 1977, no filme A Bridge Too Far. Como integrante da Royal Shakespeare Company, ganhou destaque no musical "Chicago", no papel do advogado Billy Flynn, em montagem de 1978 e apresentado num dos teatros da Broadway londrina, em West End (região também conhecida como "Theatreland"). Com este sucesso, foi escalado para o filme "Carruagens de Fogo".
Em 1984, foi o protagonista de "The Far Pavilions", primeira minissérie produzida pela HBO; e em 1991, atuou em "Dark Shadows", uma telenovela gótica da ABC. Em 1995, fez o papel do antagonista Meleagant, em "First Knight", ao lado de Sean Connery, com quem trabalhou em seu filme de estréia (A Bridge Too Far). Em 2006, interpretou Rudolf Hess no tele-documentário da BBC, "Nuremberg: Nazis on Trial". Em 2009, outro papel num Blockbuster: Sarek em Star Trek.
Seus últimos trabalhos foram em produções da Netflix: "The Last Letter from Your Lover" filme britânica de 2019 e o papel do Cardeal Matthews em "The Devil's Light", um filme holandês de 2020.

## Morte
Morreu no dia 18 de agosto de 2020 em Viena, aos 72 anos.

## Filmografia

### Televisão
| Ano  | Produção                          | Personagem                           | Notas                                                            |
| ---- | --------------------------------- | ------------------------------------ | ---------------------------------------------------------------- |
| 1973 | Wessex Tales                      | Matthaus Tina                        | Episódio: "The Melancholy Hussar "                               |
| 1974 | Great Expectations                | Cavaheiro                            | Filme para televisão                                             |
| 1979 | Strangers                         | Nick Carmos                          | Episódio: "Marriages, Deaths and Births"                         |
| 1979 | ITV Playhouse                     | Terry Jones                          | Episódio: "The Winkler"                                          |
| 1980 | The Professionals                 | Stuart                               | Episódio: "Black Out"                                            |
| 1981 | The Flame Trees of Thika          | Ian                                  | 4 episódios                                                      |
| 1982 | Play for Today                    | Simon                                | Episódio: "Life After Death"                                     |
| 1982 | Coming Out of the Ice             | General Tuchachevsky                 | Filme para televisão                                             |
| 1983 | The Citadel                       | Dr. Andrew Manson                    | 10 episódios                                                     |
| 1983 | What the Dickens!                 | Charles Dickens                      | Filme para televisão                                             |
| 1984 | Índia - Mistério, Amor e Guerra   | Ash                                  | 3 episódios                                                      |
| 1985 | The New Twilight Zone             | Frederick                            | Episódio: "Take My Life... Please!/Devil's Alphabet/The Library" |
| 1986 | Strong Medicine                   | Martin Taylor                        | Filme para televisão                                             |
| 1988 | Steal the Sky                     | Munir Redfa                          | Filme para televisão                                             |
| 1989 | Pursuit                           | Israeli Brig. Gen. Benjamin Grossman | 2 episódios                                                      |
| 1989 | Nightlife                         | Vlad                                 | Filme para televisão                                             |
| 1991 | Dark Shadows                      | Barnabas Collins                     | 12 episódios                                                     |
| 1991 | She Stood Alone                   | William Lloyd Garrison               | Filme para televisão                                             |
| 1992 | The Ray Bradbury Theater          | Ettil Vyre                           | Episódio: "The Concrete Mixer"                                   |
| 1992 | The Diamond Fleece                | Rick Dunne/Alex Breuer               | Filme para televisão                                             |
| 1992 | Tales from the Crypt              | Benjamin A. Polosky                  | Episódio: "Seance"                                               |
| 1993 | Embrasse-moi vite!                | Ken MacFerson                        | Filme para televisão                                             |
| 1993 | Les audacieux                     | Campagna                             | Filme para televisão                                             |
| 1995 | Marius Carnot                     | Marius Carnot                        | Filme para televisão                                             |
| 1995 | The House That Mary Bought        | Malcolm Close                        | Filme para televisão                                             |
| 1996 | Poltergeist: The Legacy           | Samuel Warden                        | Episódio: "The Substitute"                                       |
| 1997 | 20,000 Leagues Under the Sea      | Capitão Nemo                         | Filme para televisão                                             |
| 1997 | Solomon                           | Salomão                              | Minissérie                                                       |
| 1998 | I guardiani del cielo             | Michael Shannon / Zadick             | Filme para televisão                                             |
| 2000 | The Potato Factory                | Ikey Solomon / Reuban Reuban         | 4 episódios                                                      |
| 2002 | The Red Phone: Manhunt            | Nigel Ballister                      | Filme para televisão                                             |
| 2003 | Trial & Retribution               | Det. Sgt. Taylor Matthews            | 2 episódios                                                      |
| 2003 | The Red Phone: Checkmate          | Nigel Ballister                      | Filme para televisão                                             |
| 2004 | Spartacus                         | Caio Cláudio Glabro                  | Minissérie                                                       |
| 2005 | Icon                              | Anatoly Grishin                      | Filme para televisão                                             |
| 2006 | S.S. Doomtrooper                  | Professor Ullman                     | Filme para televisão                                             |
| 2006 | Hannibal                          | Fabius                               | Filme para televisão                                             |
| 2006 | Nuremberg: Nazis on Trial         | Rudolf Hess                          | 2 episódios                                                      |
| 2007 | Grendel                           | Rei Hrothgar                         | Filme para televisão                                             |
| 2008 | Lost City Raiders                 | Nicholas Filiminov                   | Filme para televisão                                             |
| 2009 | Hellhounds                        | Rei Leander                          | Filme para televisão                                             |
| 2010 | Ben Hur                           | Imperador Tibério                    | 2 episódios                                                      |
| 2011 | Ice                               | Stephan                              | Minissérie                                                       |
| 2011 | Super Tanker                      | Robert Jordan                        | Filme para televisão                                             |
| 2011 | William & Kate                    | Carlos, Príncipe de Gales            | Filme para televisão                                             |
| 2011 | Hawthorne                         |                                      | Episódio: "Parental Guidance Required"                           |
| 2012 | Black Forest                      | Cazmar                               | Filme para televisão                                             |
| 2012 | Teenage Mutant Ninja Turtles      | Dr. Mindstrong                       | 2 episódios                                                      |
| 2013 | Banshee Origins                   | Senhor Rabbit                        | 3 episódios                                                      |
| 2014 | Banshee                           | Senhor Rabbit                        | 20 episódios                                                     |
| 2014 | Randy Cunningham: 9th Grade Ninja | Feiticeiro                           | 14 episódios                                                     |
| 2015 | Viking Quest                      | Rei Orn                              | Filme para televisão                                             |
| 2018 | 12 Monkeys                        | Nicodemus                            | 2 episódios                                                      |
| 2019 | Pandora                           | Harlan Fried                         | 4 episódios                                                      |

### Cinema
| Ano  | Filme                               | Personagem                | Notas          |
| ---- | ----------------------------------- | ------------------------- | -------------- |
| 1972 | The Reprieve                        | Bolchevique               | Curta-metragem |
| 1977 | A Bridge Too Far                    | Soldado Binns             |                |
| 1977 | Lifeline to Cathy                   |                           | Curta-metragem |
| 1981 | Chariots of Fire                    | Harold Abrahams           |                |
| 1985 | L'attenzione                        | Alberto                   |                |
| 1985 | The Assisi Underground              | Padre Rufino              |                |
| 1988 | The Unholy                          | Father Michael            |                |
| 1988 | Paperhouse                          | Dad Madden                |                |
| 1988 | La bottega dell'orefice             | Stephane                  |                |
| 1991 | Eye of the Window                   | Nassiri                   |                |
| 1992 | Live Wire                           | Mikhail Rashid            |                |
| 1993 | Cold Sweat                          | Mark Cahill               |                |
| 1993 | The Criminal Mind                   | Carlo Augustine           |                |
| 1994 | The Ascent                          | Major Farell              |                |
| 1994 | Honey Sweet Love                    | Pearson                   |                |
| 1995 | Temptress                           | Dr. Samudaya              |                |
| 1995 | First Knight                        | Prince Malagant           |                |
| 1996 | El último viaje de Robert Rylands   | Cromer                    |                |
| 1997 | Turbulência                         | Capitão Samuel Bowen      |                |
| 1997 | The Corporate Ladder                | Jay Williams              |                |
| 1997 | The Invader                         | Renn                      |                |
| 1999 | The Venice Project                  | Rudy Mestry/Bishop Orsini |                |
| 2001 | The Order                           | Ben Ner                   |                |
| 2002 | She Me and Her                      | David Greenbaum           |                |
| 2004 | Exorcist: The Beginning             | Semelier                  |                |
| 2005 | The Mechanik                        | William Burton            |                |
| 2006 | Behind Enemy Lines II: Axis of Evil | Tim Mackey                |                |
| 2006 | Undisputed II: Last Man Standing    | Steven Parker             |                |
| 2006 | Wicked Little Things                | Aaron Hanks               |                |
| 2007 | When Nietzsche Wept                 | Josef Breuer              |                |
| 2007 | Finding Rin Tin Tin                 | Nikolaus                  |                |
| 2007 | Species: The Awakening              | Tom                       |                |
| 2008 | Hero Wanted                         | Cosmo Jackson             |                |
| 2008 | War, Inc.                           | Medusa                    |                |
| 2009 | Star Trek (filme)                   | Sarek                     |                |
| 2010 | The Guardian                        | Sargento                  | Curta-metragem |
| 2013 | Jack the Giant Slayer               | Agente Hilton             |                |
| 2013 | A Common Man                        | DIG                       |                |
| 2015 | Lilly and the Magic Pearl           | Narrador                  |                |
| 2018 | The Hurricane Heist                 | Dixon                     |                |
| 2019 | Jarhead: Law of Return              | General Betz              |                |
| 2019 | Wildlings                           | Senhor Kane               |                |